# Didrik af Bern
Didrik af Bern er en af de gotiske folks mest berømte sagnhelte. Det historiske grundlag for Didrik-sagnene drejer sig om østgoterkongen Theoderik (475-526) og hans erobring af Italien (488-93); Bern vil sige Verona, Norditaliens hovedstad, eller måske egentlig Østgoternes gamle kongesæde Basina. 

## Sagndigtning
Sagndigtningen efter Goterrigets fald kendes bedst fra det 7. århundrede – altså mere end 100 år efter den historiske persons død – og i højtysk sprogform. På det tidspunkt blev erobringen opfattet sådan, at Didrik genvandt sit hjemland efter en 30-årig landflygtighed, hvor han søge tilflugt hos hunnerkongen Atle (Attila). Efter sagnet samlede denne stærke helt midt i sin modgang en flok af kampfæller: den aldrende mester Hildebrand, den hurtige Witege og mange andre. I digtet blev han gjort til deltager i drabet på nibelungere eller (gjukungerne), og som modstander havde han den barske kong Ermanrik. Af den ældste Didrik-digtning findes kun det oldtyske Hildebrandskvad, samt krøniker og angelsaksiske digte. 

## Senere digte
Den rige middelalderlige sagndigtning, der med tiden gjorde ham til tyskernes folkehelt og satte næsten alle fortidens sagnskikkelser i forbindelse med ham, kan spores i en række højtyske heltedigte, især fra 13. århundrede (Didriks Flugt, Ravennaslaget og så videre). Blandt de talrige nedertyske kæmpeviser er kun en enkelt bevaret. Som tysk folkehelt hyldes han stærkest i Der Rosengarten, som lader ham sejre over "den nordiske helt", Sigfred.

## Nordiske genklange
Den ældste del af Didrikdigningen nåede ikke rigtigt frem til Norden. Sigurd Fafnersbane blev her den vigtigste helt, og i Rolf Krake, der blev opfattet som den karakterfaste og sagtmodige, men hårdt ramte konge, havde man et ideal, der gjorde Didrik overflødig. Tilsvarende fik Didriks flok af mænd et modstykke i Rolfs bersærker. Der findes ikke noget nordisk Didrikskvad, og kun Didriks følgesvend, den aldrende Hildebrand, findes nævnt, men helt uden omtale af Didrik. Han optræder derimod selv som biperson ved gjukungernes fald i et af den ældre Eddas kvad (det 3. Gudrunskvad).
Kun i Sverige har man vidnesbyrd om et nordisk kendskab til Didrik. Det findes på Røk-runestenen fra Östergötland (begyndelsen af 9. århundrede), hvor der er en lovprisning over en Thjo(d)rik, der fordum var herre over Hreidhavets (Middelhavets) strand. 
| Citat | Da herskede Tjod[e]rik den dristige, søkrigernes høvding, over Reidhavets strand. Nu sidder han rustet på sin gotiske hest, med skjold over skulder, den første blandt Märinger | Citat |
|       | |       |

I Norge blev der i 1250 skrevet en historisk roman, Thidrek’s Saga, der hentede sit stof fra en opsamling af en mængde nedertyske Didrikviser. Lignede digte blev (ca. 1200?) omdigtet til danske kæmpeviser.

## Didrik i danske kæmpeviser
Den uovervejet hastige Vidrik Verlandsøn (tysk: Witege) blev sammen med Sivord Snarensvend (Sigurd Fafnersbane) de foretrukne i Norden. Ulf fan Jærn, grev Genselin og andre af Didriks fæller blev også inddraget. Men selve Didriks skæbne forblev ukendt i den danske visedigtning. Her tog man kun hans eventyrlige dragekamp med, og der er intet om hans poetiske personlighed, landflygtighed og kamp for at genvinde riget. Bern og dets Birtingsborg var her kun den herlige kongsgård, hvor alverdens kæmper søgte hen: ligesom
visernes historiske personer "tjente i kejserens gård", drog de nordiske sagnhelte som Orm Ungersvend og Gramvold til Didriks borg i Bern, som blev gjort til det ideale billede af Tysklands kejserhof. 
Således blev Didrik også et billede af den overmægtige kejser, og hans modstander blev kong Holger Danske, der drev den fremmede erobrer tilbage på hans eget område. Af Tysklands skrevne Didrik-digtning blev kun et enkelt eventyr, den lille Rosengarten, oversat til dansk i 15. århundrede, hvor det fik titlen Dværgkongen Laurin. Det blev ofte senere trykt i folkelige udgaver.